# Ćemanovići
Ćemanovići är ett samhälle i Bosnien och Hercegovina.   Det ligger i entiteten Republika Srpska, i den sydöstra delen av landet, 22 km öster om huvudstaden Sarajevo. Ćemanovići ligger 1 012 meter över havet och antalet invånare är 210.
Terrängen runt Ćemanovići är kuperad. Närmaste större samhälle är Sokolac, 18,5 km nordost om Ćemanovići. 
I omgivningarna runt Ćemanovići växer i huvudsak blandskog. Runt Ćemanovići är det ganska tätbefolkat, med 67 invånare per kvadratkilometer.